# 羅斯蘭鎮區 (北達科他州伯克縣)
羅斯蘭鎮區（英語：Roseland Township）是位於美國北達科他州伯克縣的一個鎮區。

## 地方資料
羅斯蘭鎮區的面積為93.02平方千米，當中陸地面積為92.54平方千米，而水域面積為0.48平方千米。根據2010年美國人口普查的數據，當地共有人口26人，而人口密度為每平方千米0.28人。